# Liste der Biografien/Schec
Liste der Biografien |
Portal Biografien |
Personensuche
# |
A |
B |
C |
D |
E |
F |
G |
H |
I |
J |
K |
L |
M |
N |
O |
P |
Q |
R |
S |
T |
U |
V |
W |
X |
Y |
Z |
?
 
Sa |
Sb |
Sc |
Sd |
Se |
Sf |
Sg |
Sh |
Si |
Sj |
Sk |
Sl |
Sm |
Sn |
So |
Sp |
Sq |
Sr |
Ss |
St |
Su |
Sv |
Sw |
Sy |
Sz
 
Sca–Sce |
Sch |
Sci–Scz
 
Scha |
Schc |
Schd |
Sche |
Schg |
Schi |
Schj |
Schk |
Schl |
Schm |
Schn |
Scho |
Schp |
Schr |
Schs |
Scht |
Schu |
Schv |
Schw |
Schy
 
Scheb |
Schec |
Sched |
Schee |
Schef |
Scheg |
Scheh |
Schei |
Schej |
Schek |
Schel |
Schem |
Schen |
Schep |
Scher |
Sches |
Schet |
Scheu |
Schev |
Schew |
Schex |
Schey
Die Liste der Biografien führt alle Personen auf, die in der deutschsprachigen Wikipedia einen Artikel haben. Dieses ist eine Teilliste mit 49 Einträgen von Personen, deren Namen mit den Buchstaben „Schec“ beginnt.

## Schec

### Schech
- Schech, Marianne (1914–1999), deutsche Opernsängerin (Sopran) und Professorin für Gesang
- Schech, Marten (* 1983), deutscher Bildhauer, Installationskünstler und Schlagzeuger
- Schech, Philipp (1845–1905), deutscher Arzt
- Scheche, Lothar (1889–1975), deutscher Jurist und Ministerialbeamter
- Schecher, Heinz (1922–1984), deutscher Mathematiker, Informatiker und Hochschullehrer
- Schechingen, Georg von († 1481), Abt des Klosters Auhausen
- Schechinger, Christoph (* 1985), deutscher Schauspieler
- Schechner, Jörg († 1572), Wollweber, Anhänger der reformatorischen Täuferbewegung, Nürnberger Meistersinger
- Schechner, Nanette (1804–1860), deutsche Opernsängerin (Sopranistin)
- Schechner, Richard (* 1934), US-amerikanischer Theaterregisseur, Produzent und Hochschullehrer
- Schechodanowa, Natalja Gennadjewna (* 1971), russische Hürdenläuferin
- Schechowski, Beniamin Pawlowitsch (1881–1975), russisch-polnisch-französischer Astronom
- Schechowzow, Anton (* 1978), ukrainischer Politikwissenschaftler
- Schechowzowa, Olena (* 1972), ukrainische Weitspringerin
- Schechs von Pleinfeld, Wilhelm († 1499), Abt des Klosters Auhausen
- Schechtel, Fjodor Ossipowitsch (1859–1926), russischer Architekt deutscher Abstammung
- Schechter, Boris Semjonowitsch (1900–1961), ukrainisch-russischer Komponist
- Schechter, Daniel S. (* 1962), US-amerikanischer Psychiater und Psychoanalytiker
- Schechter, Edmund (1908–1998), US-amerikanischer Diplomat, Autor, Leiter von Radio München, dem späteren Bayerischen Rundfunk
- Schechter, Martin (1930–2021), US-amerikanischer Mathematiker
- Schechter, Paul (* 1948), US-amerikanischer Astrophysiker und Astronom
- Schechter, Robert Isaakowitsch (* 1947), russisch-ukrainischer Physiker und Hochschullehrer
- Schechter, Roy (1921–2016), US-amerikanischer Flieger und Autorennfahrer
- Schechter, Solomon (1847–1915), rumänischer Rabbiner, Vater des konservativen Judentums
- Schechtman, Joseph (1891–1970), russischer Journalist und Sozialwissenschaftler
- Schechtman, Michail Jurjewitsch (* 1989), russischer Pianist und Dirigent
- Schechtman, Wadim (* 1954), russischer Mathematiker

### Scheck
- Scheck von Wald, Jörg, Ritter, Lehnsherr, Königlicher Rat
- Scheck, Adolf (* 1951), deutscher Einzelhandelsunternehmer
- Scheck, Barbara (* 1951), deutsche Schauspielerin, Sprecherin und Kabarettistin
- Scheck, Barry (* 1949), US-amerikanischer Strafverteidiger und Professor
- Scheck, Denis (* 1964), deutscher Literaturkritiker, Übersetzer sowie Hörfunk- und FernsehmoderatorDenis Scheck (* 1964)

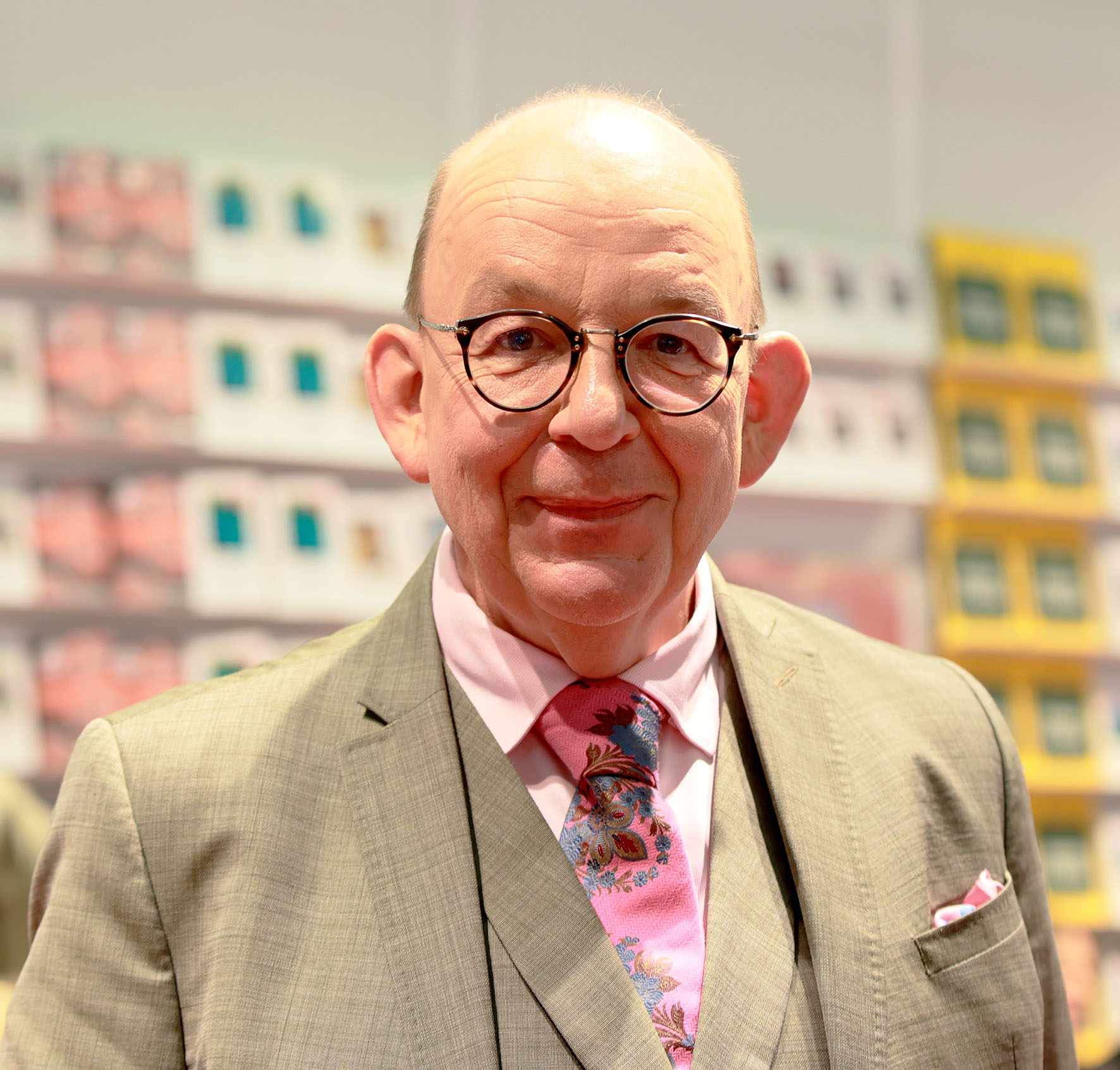
Denis Scheck (* 1964)

- Scheck, Florian (1936–2024), deutscher Physiker und Hochschullehrer
- Scheck, Frank Rainer (1948–2013), deutscher Sachbuchautor, Verlagslektor und Herausgeber
- Scheck, Friedrich (1879–1924), deutscher Verwaltungsjurist, Landrat in der Neumark
- Scheck, Gustav (1901–1984), deutscher Flötist und Hochschullehrer
- Scheck, Ignaz (1841–1903), österreichischer Architekt und Baumeister
- Scheck, Raffael (* 1960), deutscher Historiker
- Scheck, Thomas van de (* 1965), deutscher Fotograf und Künstler
- Scheck, Viktor Johann (* 1952), deutscher Maler und Zeichner
- Scheck, Wilhelm (* 1877), deutscher Ingenieur, Bergbaumanager und Holzindustrieller
- Schecker, Heinrich (1891–1944), deutscher Pädagoge und Kulturhistoriker
- Schecker, Horst (* 1955), deutscher Physiker
- Schecker, Michael (* 1944), deutscher Sprachwissenschaftler und Neurolinguist
- Scheckter, Ian (* 1947), südafrikanischer Automobilrennfahrer
- Scheckter, Jody (* 1950), südafrikanischer Unternehmer und ehemaliger AutomobilrennfahrerJody Scheckter (* 1950)

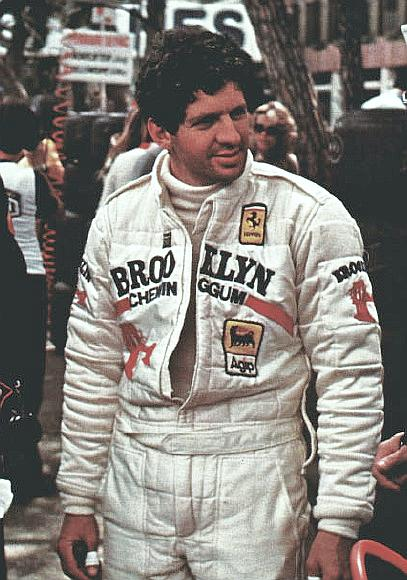
Jody Scheckter (* 1950)

- Scheckter, Toby (* 1978), südafrikanischer Rennfahrer
- Scheckter, Tomas (* 1980), südafrikanischer Rennfahrer

### Schect
- Schectman, Ossie (1919–2013), US-amerikanischer Basketballspieler